# Microphis spinachioides
Spinach pipefish (Microphis spinachioides) là một loài cá trong họ Syngnathidae. Nó là loài đặc hữu của Papua New Guinea.